# 自衛艦隊
自衛艦隊（じえいかんたい、英: Self Defense Fleet）は、艦艇や航空機を機動運用する海上自衛隊の主力部隊。1954年（昭和29年）7月1日の防衛庁（防衛省の前身）自衛隊発足と同時に創設された。日本周辺海域の海上防衛や各種事態への対応のほか、国際任務等にも対応している。

## 概要

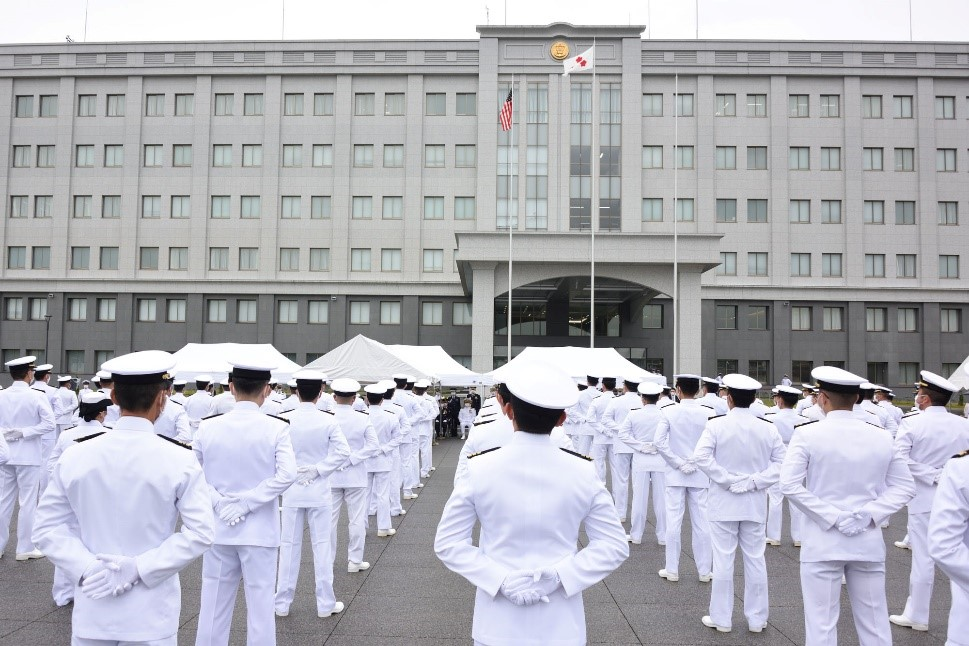
自衛艦隊司令部が入る海上作戦センター

自衛艦隊は、防衛大臣直轄部隊であり、司令部及び護衛艦隊、航空集団、潜水艦隊、掃海隊群、艦隊情報群、海洋業務・対潜支援群、開発隊群、その他防衛大臣の定める部隊をもって編成されている。帝国海軍の連合艦隊（もしくは海軍総隊、海上護衛総隊）等に相当する事実上の実働部門の統括部隊であるといえる。
司令部は船越地区（神奈川県横須賀市船越町7－73）に置かれている。2020年（令和2年）10月1日に関東自動車工業の跡地に新庁舎「海上作戦センター」が完成し、本格運用を開始した。同センターには自衛艦隊司令部をはじめ、隷下部隊の護衛艦隊、潜水艦隊、掃海隊群、海洋業務・対潜支援群、艦隊情報群の司令部が集約されている。なお新庁舎完成前の海上作戦センターは、自衛艦隊司令部内の指揮施設を指した。
自衛艦隊司令官が指揮を執り、防衛大臣の指揮監督を受ける。その際、部隊運用は統合幕僚長、隊務等は海上幕僚長が補佐や執行をする。また、司令官はフォースプロバイダー（練度管理責任者）たる護衛艦隊司令官、航空集団司令官、潜水艦隊司令官などから提供された部隊をフォースユーザー（事態対処責任者）として運用する。自衛艦隊司令官は海将をもって充てられている。なお、自衛隊観艦式の執行者は原則として自衛艦隊司令官である。

## 名称
1954年（昭和29年）3月2日に自由党、改進党、日本自由党の保守三党防衛折衝による合意を経て閣議決定された「自衛隊法案要項」では、海上自衛隊内に連合自衛艦隊を編成するとされていたが、同年3月9日に閣議で正式決定された「自衛隊法案」では、単に自衛艦隊と称することに改められた。連合自衛艦隊の名称は旧軍人グループと密接な関係にあった改進党が主張していた。

## 沿革
- 1954年（昭和29年）

7月1日：防衛庁が創設され海上自衛隊が発足。「自衛艦隊」が新編された。
※ 新編時の編成
- 司令部、旗艦：警備艦「けやき」（PF-295）
- 第1護衛隊群（旗艦：警備艦「けやき」、第1護衛隊、第2護衛隊）
- 第2護衛隊群（旗艦：警備艦「もみ」、第3護衛隊、第4護衛隊）
- 第1警戒隊群（旗艦：警備艦「うめ」、第2警戒隊、第3警戒隊、第10警戒隊）

- 1955年（昭和30年）

2月21日：初となる海上自衛隊演習を実施（四国南方海面、28日まで）。
4月1日：自衛艦隊司令部の編制定まる（幕僚長を置き第1護衛隊群司令部幕僚の兼務を廃止）。
7月1日：横須賀地方隊から海上訓練指導隊（横須賀）を編入。
7月15日：訓練飛行隊群を新編。
- 1956年（昭和31年）

8月16日：訓練飛行隊群を廃止。
- 1957年（昭和32年）

5月10日：第1警戒隊群を廃止。
- 1958年（昭和33年）

10月1日：海上訓練指導隊を第1海上訓練指導隊に改称、第2海上訓練指導隊（呉）を新編。
- 1960年（昭和35年）

12月1日：第3護衛隊群を新編。第2護衛隊群を廃止。
- 1961年（昭和36年）

2月1日：第2護衛隊群を新編。
6月12日：自衛隊法の一部改正により自衛艦隊司令を自衛艦隊司令官に改称。
9月1日：大規模な組織改編
1. 護衛艦隊司令部及び護衛隊群その他の直轄部隊から成る護衛艦隊を新編。
2. 航空集団司令部及び航空群から成る航空集団を新編。
3. 第2掃海隊群を新編。

- 1962年（昭和37年）

5月1日：横須賀地方隊から第1揚陸隊を編入。
7月1日：海上訓練指導隊群（司令部、第1・第2・第3海上訓練指導隊）を新編。
9月1日：航空集団隷下に第4航空群（下総）を新編。
- 1963年（昭和38年）

3月31日：部隊改編等。
1. 自衛艦隊司令部を陸上移転（吉倉地区）。
2. 呉地方隊から第1潜水隊を編入。

4月1日：直轄艦「あきづき」を護衛艦隊に編成替え。
- 1965年（昭和40年）

2月1日：第1潜水隊群（司令部、護衛艦「かや」、第1・第2潜水隊）を新編。
- 1969年（昭和44年）

3月15日：長官直轄の第1掃海隊群を編入。
- 1971年（昭和46年）

2月1日：護衛艦隊隷下に第4護衛隊群を新編。
4月1日：第1揚陸隊を第1輸送隊に改称。
- 1973年（昭和48年）

3月1日：航空集団隷下の第3航空群（徳島）を廃止、第31航空群（岩国）を新編。
10月16日：第2潜水隊群、プログラム業務隊（横須賀）を新編。
- 1975年（昭和50年）

4月1日：自衛艦隊指揮支援システム（SFシステム）運用開始
- 1978年（昭和53年）

7月1日：海上訓練指導隊群を廃止、開発指導隊群を新編。
- 1980年（昭和55年）

2月26日：環太平洋合同演習（RIMPAC'80）に初参加（3月18日まで）。
- 1981年（昭和56年）

2月10日：潜水艦隊を新編。第1・第2潜水隊群を潜水艦隊隷下に編成替え。
3月27日：音響業務支援隊（厚木）を新編。
7月15日：航空集団隷下に第5航空群（那覇）を新編。
- 1982年（昭和57年）

3月27日：電子業務支援隊（横須賀）を新編。
- 1984年（昭和59年）

6月11日：米海軍との初の日米共同指揮所訓練を実施（15日まで）。
- 1986年（昭和61年）

2月24日：初の日米共同統合指揮所演習を実施（28日まで）。
10月27日：初の日米共同統合実動演習を実施（31日まで）。
- 1987年（昭和62年）

12月1日：航空集団隷下に第22航空群（大村）を新編。
- 1991年（平成3年）

4月24日：湾岸戦争終結により、自衛隊初となる海外実任務として掃海艇等6隻をペルシャ湾へ派遣するため、自衛艦隊司令官直轄の「ペルシャ湾掃海派遣部隊」を編成する。
- 1992年（平成4年）

9月17日：第1輸送隊司令を指揮官とする「カンボジア派遣海上輸送補給部隊」（輸送艦3隻、補給艦1隻）を派遣させる。
- 1994年（平成6年）

6月24日：直轄艦の訓練支援艦（あづま、くろべ）及び補給艦（さがみ、とわだ、ときわ、はまな）を護衛艦隊隷下に編成替え。
- 1995年（平成7年）

1月17日：阪神・淡路大震災発生により、所属する全稼働艦に対し災害派遣を下令。
3月30日：作戦情報支援隊（横須賀）を新編。
6月30日：音響業務支援隊を廃止。
- 1997年（平成9年）

1月20日：情報業務群を新編、電子業務支援隊及び作戦情報支援隊を情報業務群隷下に編成替え。
- 1999年（平成11年）

3月1日：海上作戦部隊指揮管制支援システム（MOFシステム）運用開始。
3月24日：能登半島沖不審船事件に発生により、防衛庁長官から海上自衛隊初の「海上における警備行動」が発令され、海上自衛隊行動命令（海甲行警命第16号。11.3.24 0050）を下令。
- 2000年（平成12年）

3月13日：第1、第2掃海隊群を廃止、統合し掃海隊群を新編。
- 2001年（平成13年）

3月27日：特別警備隊（江田島）を新編。
8月10日：第1輸送隊を廃止。
11月9日：テロ対策特別措置法により補給艦等3隻をインド洋に派遣。
- 2002年（平成14年）

3月12日：第1輸送隊を新編。
3月22日：開発指導隊群、プログラム業務隊を廃止、開発隊群を新編。護衛艦隊隷下に海上訓練指導隊群を新編。
- 2004年（平成16年）

10月23日：新潟県中越地震発生により、災害派遣を下令。
11月10日：中国潜水艦の領海内潜没航行事案に際し、防衛庁長官から海上警備行動が発令。
12月26日：スマトラ島沖地震及びインド洋津波被害に際し、艦艇を派遣。
- 2006年（平成18年）

4月3日：第1輸送隊を護衛艦隊隷下に編成替え。長官直轄の海洋業務群を自衛艦隊隷下に編入。護衛艦隊隷下に第1海上補給隊を新編。
- 2008年（平成20年）

3月26日：体制移行により、艦艇部隊及び航空部隊を大改編。
- 2009年（平成21年）

3月14日：海上警備行動に基づき、ソマリア沖・アデン湾へ護衛艦2隻を派遣。
- 2011年（平成23年）

3月11日：東日本大震災発生により、全所属艦艇に対し災害派遣を下令。
- 2015年（平成27年）

12月1日：海洋業務群が海洋業務・対潜支援群に改編。
- 2016年（平成28年）

4月14日：熊本地震発生により、災害派遣を下令。
7月1日：第1輸送隊を掃海隊群隷下に編成替え。
9月12日：伊勢志摩サミット支援の功績により、防衛大臣から第1級賞状が授与された。
- 2020年（令和2年）

10月1日：自衛艦隊司令部が海上作戦センター新庁舎に移転。情報業務群を艦隊情報群に改編。
- 2024年（令和6年）

4月1日：自衛艦隊司令部に幕僚副長職が新設。
- 2026年（令和8年）

3月（予定）：大規模部隊改編に伴い、艦隊情報群および海洋業務・対潜支援群が情報作戦集団（仮称）内で再編予定。

## 自衛艦隊の編成
- 自衛艦隊司令部
  - 護衛艦隊（Fleet Escort Force）
    - 機動運用部隊
      - 第1護衛隊群（Escort Flotilla）
        - 第1護衛隊（Escort Division）
        - 第5護衛隊

      - 第2護衛隊群
        - 第2護衛隊
        - 第6護衛隊

      - 第3護衛隊群
        - 第3護衛隊
        - 第7護衛隊

      - 第4護衛隊群
        - 第4護衛隊
        - 第8護衛隊　

    - 地方配備部隊
      - 第11～第15護衛隊

    - 海上訓練指導隊群（Fleet Training Command）
      - 海上訓練指導隊（Fleet Training Group）

    - 第1海上補給隊（Replenishment at Sea Squadron）
    - 第1海上訓練支援隊（Drone Support Squadron）

  - 航空集団（Fleet Air Force）
    - 航空群（Fleet Air Wing）
      - 航空隊（Flight Squadron）
      - 整備補給隊（Maintenance and Supply Squadron）
      - 航空基地隊（Air Station Support Squadron）

    - 直轄航空隊
    - 航空修理隊（Air Repair Squadron）
    - 航空管制隊（Air Control Service Group）
    - 機動施設隊（Mobile Construction Group）

  - 潜水艦隊（Fleet Submarine Force）
    - 第1・2潜水隊群（Submarine Flotilla）
      - 第1～6潜水隊（Submarine Division）
      - 潜水艦基地隊（Submarine Base）

    - 第11潜水隊（11th Submarine Division）
    - 潜水艦教育訓練隊（Submarine Training Center）

（自衛艦隊直轄隊群）
- 掃海隊群（Mine Warfare Force）
  - 掃海隊（Minesweeper Division）
  - 水陸両用戦・機雷戦戦術支援隊（Amphibious and Mine Warfare Center）
  - 第1輸送隊（Landing Ship Division）
- 艦隊情報群（Fleet Intelligence Command）
  - 情報隊（Intelligence Center）
- 海洋業務・対潜支援群（Oceanography ASW Support Command）
  - 対潜資料隊、対潜評価隊、海洋観測所、音響測定隊、海洋観測隊
- 開発隊群（Fleet Research and Development Command）
  - 開発隊
- 特別警備隊 (Special Boarding Unit)

※自衛隊法施行令（昭和29年政令第179号）に記載のある総称等を掲載。その他の隊等の細目は各記事項目に詳述。
※自衛艦隊直下隊群（艦隊・集団などの中間的な上部組織を持たない群）に記載した群のうち、掃海隊群については、艦隊・集団にあって群にはない掌理の規定（施行令第16条の13第3項）があり、かつ、護衛隊群（同令第17条）よりも前の条項に規定されていることから、他の群よりやや格上（艦隊・集団に準ずる位置）にあるものと考えられるが、ここでは羅列の都合上他の群と同列とした。

### 1961年9月1日時点、大改編後の編成
- 自衛艦隊司令部（旗艦：護衛艦「あきづき」）
  - 護衛艦隊
    - 司令部（旗艦：護衛艦「てるづき」）
    - 第1護衛隊群（護衛艦「ゆきかぜ」、第7護衛隊、第8護衛隊、第9護衛隊）
    - 第2護衛隊群（護衛艦「はるかぜ」、第1護衛隊、第5護衛隊、第10護衛隊、第11護衛隊）
    - 第3護衛隊群（護衛艦「しい」、第3護衛隊、第4護衛隊、第6護衛隊）

  - 第2掃海隊群（司令部、護衛艦「きり」、掃海艦「桑栄」、敷設艦「つがる」、敷設挺「えりも」、第32掃海隊、第33掃海隊、第34掃海隊）
  - 航空集団
    - 第1航空群（司令部、第1航空隊、第3航空隊、第1支援整備隊、鹿屋航空基地隊）
    -  第2航空群（司令部、第2航空隊、第13航空隊、第51航空隊、第2支援整備隊、八戸航空基地隊）
    - 第3航空群（司令部、第11航空隊、第12航空隊、第3支援整備隊、徳島航空基地隊）
    - 第21航空群（司令部、第101航空隊、第21支援整備隊、館山航空基地隊）

  - 第1、第2、第3海上訓練指導隊
  - 潜水艦「くろしお」

## 司令部の編成
自衛艦隊司令部等の主な編成は次のとおりである。
- 司令官

自衛艦隊司令官、護衛艦隊司令官、航空集団司令官、潜水艦隊司令官は海将をもつて充てられている。
- 群司令

掃海隊群、護衛隊群、海上訓練指導隊群、航空群、潜水隊群、海洋業務・対潜支援群、開発隊群、艦隊情報群の長は、○○群司令とされている。
掃海隊群司令、護衛隊群司令、航空群司令、海洋業務・対潜支援群司令、開発隊群司令は海将補をもつて充てられている。
海上訓練指導隊群司令、潜水隊群司令、艦隊情報群司令は、1等海佐をもつて充てられている。
- 幕僚長

自衛艦隊司令部、護衛艦隊司令部、航空集団司令部、潜水艦隊司令部、掃海隊群司令部に一人置かれ、司令官（群司令）を補佐し、司令部の部内の事務を整理する。
自衛艦隊司令部、護衛艦隊司令部、航空集団司令部、潜水艦隊司令部の幕僚長は、海将補をもつて充てられている。
掃海隊群司令部幕僚長は、1等海佐をもつて充てられている。
- 首席幕僚

護衛隊群、海上訓練指導隊群、航空群、潜水隊群、艦隊情報群、海洋業務・対潜支援群、開発隊群司令部の幕僚のうち最上位にある者を首席幕僚とする。首席幕僚は、それぞれの群司令の命を受け、当該司令部の部務を整理する。
- 幕僚

自衛艦隊司令部、護衛艦隊司令部、航空集団司令部、潜水艦隊司令部、掃海隊群司令部では、幕僚長の命を受け、当該司令部の部務を分掌する。
護衛隊群司令部、海上訓練指導隊群司令部、航空群司令部、潜水隊群司令部、艦隊情報群司令部、海洋業務・対潜支援群司令部、開発隊群司令部では、それぞれ護衛隊群司令等の命を受け、当該司令部の部務を分掌する。
(監理、情報、運用、訓練、後方、通信、計画、気象等の各幕僚の他、医務長という医官が置かれている)
- 副官

司令官・群司令の庶務をつかさどる。
- 先任伍長

部隊等の海曹士を総括し、規律及び風紀の維持、部隊等の団結の強化に務め、部隊等の長を補佐する。

### 歴代の自衛艦隊旗艦
司令部要員は50名くらいと大人数なので、旗艦には司令公室、幕僚長室、幕僚事務室、幕僚庶務室といった設備が設けられた。
- 初代 警備艦「けやき」（PF-295）：1954年（昭和29年）7月1日 〜 1957年（昭和32年）3月31日
- 2代 護衛艦「ゆきかぜ」（DD-102）：1957年（昭和32年）4月1日 〜 1961年（昭和36年）7月25日
- 3代 護衛艦「あきづき」（DD-161）：1961年（昭和36年）7月26日 〜 1963年（昭和38年）3月31日

1963年（昭和38年）3月31日、自衛艦隊司令部が陸上に移転し、横須賀市吉倉に置かれたため、旗艦は廃止となる。
1965年（昭和40年）3月、船越地区に移転し現在に至っている。なお、庁舎に掲げる標札は、江田島の旧海軍兵学校の校門の標札が勝海舟の筆跡からとって鋳造された故事に倣って、東郷平八郎の筆跡を集めて構成し、鋳造したといわれている。

## 主要幹部
| 官職名           | 階級    | 氏名       | 補職発令日     | 前職                                          |
| ---------------- | ------- | ---------- | -------------- | --------------------------------------------- |
| 自衛艦隊司令官   | 海将    | 大町克士   | 2024年07月19日 | 海上自衛隊補給本部長                          |
| 幕僚長           | 海将補  | 佐藤正博   | 2024年08月02日 | 開発隊群司令                                  |
| 幕僚副長         | 海将補  | 一柳公大   | 2024年06月07日 | 海上自衛隊幹部学校勤務 ※2024.8.2 海将補昇任   |
| 監察主任幕僚     | 1等海佐 | 福山崇     | 2025年03月24日 | 大湊地方総監部防衛部長                        |
| 監理主任幕僚     | 1等海佐 | 眞鍋太     | 2024年08月01日 | 海上幕僚監部装備計画部装備需品課 資材班長     |
| 情報主任幕僚     | 1等海佐 | 大嶽和弘   | 2025年03月24日 | 情報本部勤務                                  |
| 作戦主任幕僚     | 1等海佐 | 菅原誠     | 2025年05月16日 | 第1海上補給隊司令                             |
| 作戦総括幕僚     | 1等海佐 | 壽福秀機   | 2025年03月24日 | 自衛艦隊司令部作戦幕僚部 計画総括幕僚         |
| 運用総括幕僚     | 1等海佐 | 西端俊博   | 2025年08月20日 | 第3護衛隊司令                                 |
| 計画総括幕僚     | 1等海佐 | 稲葉忠之   | 2025年03月24日 | 開発隊群司令部首席幕僚                        |
| 運用調整総括幕僚 | 1等海佐 | 緒方亮     | 2024年04月26日 | 海上幕僚監部指揮通信情報部情報課付            |
| 情報作戦主任幕僚 | 1等海佐 | 目賀田瑞彦 | 2024年08月26日 | 海上幕僚監部人事教育部人事計画課 募集推進室長 |
| 後方主任幕僚     | 1等海佐 | 工藤博之   | 2024年08月01日 | 海上自衛隊補給本部艦船・武器部長              |
| 指揮通信主任幕僚 | 1等海佐 | 頼経孝二   | 2025年04月07日 | 第51航空隊副長 →2025.4.1 自衛艦隊司令部勤務   |
| 研究開発主任幕僚 | 2等海佐 | 船水繁     | 2025年03月24日 | 海上幕僚監部防衛部防衛課勤務                  |
| 作戦分析主任幕僚 | 1等海佐 | 長谷川裕介 | 2025年08月01日 | 自衛艦隊司令部勤務                            |
| 衛生主任幕僚     | 1等海佐 | 小川智道   | 2024年08月01日 | 自衛隊横須賀病院診療部長                      |

| 代 | 氏名                 | 在職期間                                     | 出身校・期           | 前職                                                    | 後職                                        | 備考                             |
| -- | -------------------- | -------------------------------------------- | -------------------- | ------------------------------------------------------- | ------------------------------------------- | -------------------------------- |
| 01 | 関戸好蜜 （1等海佐） | 1955.4.1 – 1956.6.15                         | 海兵57期             | 自衛艦隊司令部附 兼 第1護衛隊群司令部附                 | 海上自衛隊術科学校横須賀分校 研究部長       | 兼 第1護衛隊群幕僚               |
| 02 | 冨田敏彦 （1等海佐） | 1956.6.16 - 1957.5.31                        | 海兵59期             | 海上自衛隊術科学校横須賀分校 研究部長                   | 統合幕僚会議事務局派遣 （海上幕僚監部所属） | 兼 第1護衛隊群幕僚               |
| 03 | 杉江一三 （1等海佐） | 1957.6.1 - 1958.1.15 ※1957.8.16 海将補昇任   | 海兵56期・ 海大37期  | 横須賀地方副総監                                        | 海上自衛隊幹部候補生学校長                  | 兼 第1護衛隊群幕僚               |
| 04 | 山下雅夫 （1等海佐） | 1958.1.16 - 1958.12.15 ※1958.2.16 海将補昇任 | 海兵57期             | 横須賀地方副総監                                        | 大湊地方総監                                |                                  |
| 05 | 森永正彦 （1等海佐） | 1958.12.16 - 1960.1.15                       | 海兵59期             | 海上幕僚監部防衛部防備課長                              | 海上幕僚監部防衛部付 →1960.2.5 防衛部副部長 | 1959.7.1 第1護衛隊群幕僚兼務解除 |
| 06 | 滝川孝司 （1等海佐） | 1960.1.16 - 1961.1.31                        | 海兵59期             | 海上自衛隊幹部学校教育部長 →1959.12.16 自衛艦隊司令部付 | 第2護衛隊群司令                             |                                  |
| 07 | 冨田敏彦 （1等海佐） | 1961.2.1 - 1961.2.28                         | 海兵59期             | 海上幕僚監部総務部総務課長 →1961.1.16 自衛艦隊司令部付  | 第1護衛隊群司令                             |                                  |
| 08 | 池田徳太 （1等海佐） | 1961.3.1 - 1961.8.31                         | 海兵60期             | 横須賀地方総監部総務部長 →1961.2.1 海上自衛隊幹部学校付 | 護衛艦隊幕僚長                              |                                  |
| 09 | 森永正彦             | 1961.9.1 - 1962.6.30                         | 海兵59期             | 海上幕僚監部防衛部副部長 →1961.7.15 自衛艦隊司令部付    | 第1掃海隊群司令                             |                                  |
| 10 | 相生高秀             | 1962.7.1 - 1964.12.15                        | 海兵59期             | 第2航空群司令                                           | 航空集団司令官                              |                                  |
| 11 | 北村謙一             | 1964.12.16 - 1966.6.30                       | 海兵64期             | 防衛研修所所員                                          | 第2護衛隊群司令                             |                                  |
| 12 | 石隈辰彦             | 1966.7.1 - 1968.6.19                         | 海兵65期             | 第2護衛隊群司令                                         | 海上幕僚監部付 →1968.7.1 同総務部長         |                                  |
| 13 | 鮫島博一             | 1968.7.1 - 1969.6.30                         | 海兵66期             | 第3航空群司令                                           | 海上幕僚監部防衛部長                        |                                  |
| 14 | 薮下利治             | 1969.7.1 - 1971.6.30                         | 海兵66期             | 第1護衛隊群司令                                         | 海上自衛隊第1術科学校長                     |                                  |
| 15 | 今井賢二             | 1971.7.1 - 1973.2.15                         | 海兵67期             | 第1護衛隊群司令                                         | 自衛艦隊司令部付 →1973.7.1 退職             |                                  |
| 16 | 矢板康二             | 1973.2.16 - 1975.6.30 ※1975.3.17 海将昇任    | 海兵69期             | 第3航空群司令 →1973.2.1 自衛艦隊司令部付                | 航空集団司令官                              |                                  |
| 17 | 江上純一             | 1975.7.1 - 1977.7.31 ※1976.12.1 海将昇任     | 海兵71期             | 第2航空群司令                                           | 海上幕僚監部付 →1977.9.1 大湊地方総監       |                                  |
| 18 | 門松安彦             | 1977.8.1 - 1979.1.31 ※1977.9.1 海将昇任      | 海兵72期             | 第31航空群司令 →1977.7.1 自衛艦隊司令部付               | 航空集団司令官                              |                                  |
| 19 | 青野 壮 （海将）     | 1979.2.1 - 1980.2.14                         | 海兵73期             | 第31航空群司令 →1978.12.11 自衛艦隊司令部付             | 航空集団司令官                              |                                  |
| 20 | 山田善照 （海将）    | 1980.2.15 - 1981.6.30                        | 海兵75期             | 防衛大学校訓練部長                                      | 大湊地方総監                                |                                  |
| 21 | 坂入和郎             | 1981.7.1 - 1984.1.16 ※1983.8.1 海将昇任      | 青学大・ 3期幹候     | 第2航空群司令                                           | 教育航空集団司令官                          |                                  |
| 22 | 東山収一郎           | 1984.1.17 - 1985.7.31 ※1984.3.2 海将昇任     | 東京水産大・ 4期幹候 | 第4航空群司令                                           | 航空集団司令官                              |                                  |
| 23 | 金崎實夫 （海将）    | 1985.8.1 – 1985.12.19                        | 海保大2期・ 6期幹候  | 海上幕僚監部防衛部長 →1985.4.16 自衛艦隊司令部付        | 大湊地方総監                                |                                  |
| 24 | 吉川圭祐             | 1985.12.20 - 1987.7.6                        | 防大1期              | 第2護衛隊群司令                                         | 海上幕僚監部防衛部長                        |                                  |
| 25 | 岡田 毅              | 1987.7.7 - 1989.8.30                         | 防大1期              | 海上幕僚監部監察官                                      | 航空集団司令官                              |                                  |
| 26 | 林 赳夫              | 1989.8.31 – 1991.3.15                        | 防大2期              | 第31航空群司令                                          | 教育航空集団司令官                          |                                  |
| 27 | 西村義明             | 1991.3.16 - 1993.3.23                        | 防大6期              | 佐世保地方総監部幕僚長                                  | 潜水艦隊司令官                              |                                  |
| 28 | 林博太郎             | 1993.3.24 - 1994.12.14                       | 防大7期              | 練習艦隊司令官 →1992.12.15 海上幕僚監部付               | 護衛艦隊司令官                              |                                  |
| 29 | 牛来邦夫             | 1994.12.15 - 1995.2.3                        | 防大9期              | 第3護衛隊群司令                                         | 死去                                        |                                  |
| 30 | 石神庚一             | 1995.2.3 - 1996.3.24                         | 防大7期              | 海上幕僚監部監理部長                                    | 舞鶴地方総監                                |                                  |
| 31 | 三成裕二             | 1996.3.25 - 1997.6.30                        | 防大8期              | 横須賀地方総監部幕僚長                                  | 潜水艦隊司令官                              |                                  |
| 32 | 長谷川語             | 1997.7.1 - 1998.6.30                         | 防大10期             | 海上幕僚監部監察官                                      | 大湊地方総監                                |                                  |
| 33 | 角田陽三             | 1998.7.1 - 1997.7.8                          | 防大11期             | 第2航空群司令                                           | 教育航空集団司令官                          |                                  |
| 34 | 中島榮一             | 1997.7.9 - 2002.3.21                         | 防大15期             | 第2航空群司令                                           | 教育航空集団司令官                          |                                  |
| 35 | 荒川堯一             | 2002.3.22 - 2003.3.26                        | 防大16期             | 第1航空群司令                                           | 教育航空集団司令官                          |                                  |
| 36 | 宮本治幸             | 2003.3.27 - 2005.1.11                        | 防大16期             | 第31航空群司令                                          | 大湊地方総監                                |                                  |
| 37 | 武田壽一             | 2005.1.12 - 2007.3.27                        | 防大19期             | 海上幕僚監部調査部長                                    | 大湊地方総監                                |                                  |
| 38 | 河村克則             | 2007.3.28 - 2008.7.31                        | 防大21期             | 第5航空群司令                                           | 大湊地方総監                                |                                  |
| 39 | 若松靜彦             | 2008.8.1 - 2009.12.6                         | 防大19期             | 潜水艦隊司令部幕僚長                                    | 退職                                        |                                  |
| 40 | 松下泰士             | 2009.12.7 - 2010.7.25                        | 防大22期             | 佐世保地方総監部幕僚長                                  | 護衛艦隊司令官                              |                                  |
| 41 | 井上力               | 2010.7.26 - 2011.8.4                         | 防大24期             | 海上幕僚監部監察官                                      | 統合幕僚監部運用部長                        |                                  |
| 42 | 河村正雄             | 2011.8.5 - 2012.7.25                         | 防大25期             | 舞鶴地方総監部幕僚長                                    | 統合幕僚監部運用部長                        |                                  |
| 43 | 堂下哲郎             | 2012.7.26 - 2014.10.13                       | 防大26期             | 防衛監察本部監察官                                      | 舞鶴地方総監                                |                                  |
| 44 | 大塚海夫             | 2014.10.14 - 2015.8.3                        | 防大27期             | 海上幕僚監部指揮通信情報部長                            | 海上自衛隊幹部学校長                        |                                  |
| 45 | 内嶋 修              | 2015.8.4 - 2016.6.30                         | 防大26期             | 開発隊群司令                                            | 退職                                        |                                  |
| 46 | 井上 司              | 2016.7.1 – 2018.3.26                         | 防大28期             | 海上自衛隊幹部学校副校長                                | 退職                                        |                                  |
| 47 | 眞鍋浩司             | 2018.3.27 - 2018.12.19                       | 防大28期             | 練習艦隊司令官 →2017.12.20 自衛艦隊司令部勤務           | 退職                                        |                                  |
| 48 | 二川達也             | 2018.12.20 - 2019.12.19                      | 防大32期             | 横須賀地方総監部幕僚長                                  | 大湊地方総監                                |                                  |
| 49 | 市田 章              | 2019.12.20 - 2021.12.21                      | 防大33期             | 統合幕僚監部指揮通信システム部長                        | 佐世保地方総監部幕僚長                      |                                  |
| 50 | 八木浩二             | 2021.12.22 - 2023.8.28                       | 防大35期             | 海上自衛隊幹部候補生学校長                              | 統合幕僚監部運用部長                        |                                  |
| 51 | 川村伸一             | 2023.8.29 - 2024.8.1                         | 中央大・ 44期幹候    | 航空集団司令部幕僚長                                    | 統合幕僚監部運用部長                        |                                  |
| 52 | 佐藤正博             | 2024.8.2 -                                   | 防大37期             | 開発隊群司令                                            |                                             |                                  |